# Marcipopsis perineti
Marcipopsis perineti là một loài bướm đêm trong họ Noctuidae.